# يوهان ويلهلم كوردز
يوهان ويلهلم كوردز (بالألمانية: Johann Wilhelm Cordes)‏ هو بروفيسور ورسام ألماني، ولد في 14 مارس 1824 في لوبيك في ألمانيا، وتوفي بنفس المكان في 16 أغسطس 1869.